# 石川県道146号金沢停車場南線
石川県道146号金沢停車場南線（いしかわけんどう146ごう かなざわていしゃじょうみなみせん）は、石川県金沢市のJR金沢駅前から同市横川交差点を結ぶ一般県道（石川県道）である。通称「昭和大通り」とも呼ばれる。

## 路線概要
- 起点：石川県金沢市本町二丁目801番地先（＝金沢駅前中央交差点・石川県道13号金沢停車場線起点、石川県道159号金沢停車場北線起点）
- 終点：石川県金沢市米泉町一丁目71番1地先（＝横川交差点・国道157号（国道305号と重複）交点、石川県道194号宮永横川町線終点、石川県道195号倉部金沢線終点）

金沢駅より南下し、野々市市との境界に程近い横川で国道157号（国道305号と重複）に合流する形で接続する。交通量が多く、日中も増泉交差点 - 西泉交差点の区間は流れが悪い。

## 歴史
- 1973年（昭和48年）3月31日：路線認定。かつては石川県道159号金沢停車場北線（通称「東大通り」）とまとめて、「二万堂東大通り」と呼ばれていた。

## 接続道路
- 石川県道13号金沢停車場線、石川県道159号金沢停車場北線（金沢市本町2丁目・金沢駅前中央交差点：起点）
- 石川県道17号金沢港線（石川県道60号金沢田鶴浜線重複）、石川県道196号上安原昭和町線（同市昭和町・六枚町交差点）
- 石川県道25号金沢美川小松線（同市増泉2丁目・増泉交差点）
- 石川県道195号倉部金沢線（同市泉本町5丁目・泉本町交差点）
- 国道157号、石川県道194号宮永横川町線、石川県道195号倉部金沢線（同市米泉町1丁目・横川交差点：終点）

## 重複区間
- 石川県道195号倉部金沢線（金沢市泉本町5丁目・泉本町交差点 - 同市米泉町1丁目・横川交差点：終点）

## 周辺施設
- 金沢中央郵便局
- 北陸鉄道石川線 西泉駅
- メガドン・キホーテ ラパーク金沢店
- ジャンボボール
- 御影大橋 - 犀川にかかる本線の橋。
- 金沢高等学校
- かわい幼稚園

## 通過する自治体
- 石川県
  - 金沢市

## 別名
- 昭和大通り（金沢市）